# 美国陆军预备军官训练团第8旅
美国陆军预备军官训练团第8旅（英語：8th Reserve Officers' Training Corps Brigade），总部位于华盛顿州的路易斯–麥克喬德聯合基地，负责管辖华盛顿、俄勒冈、爱达荷、蒙大拿、加利福尼亚、内华达、阿拉斯加、夏威夷州和关岛各大学的陆军预备军官训练团。

## 参考资料

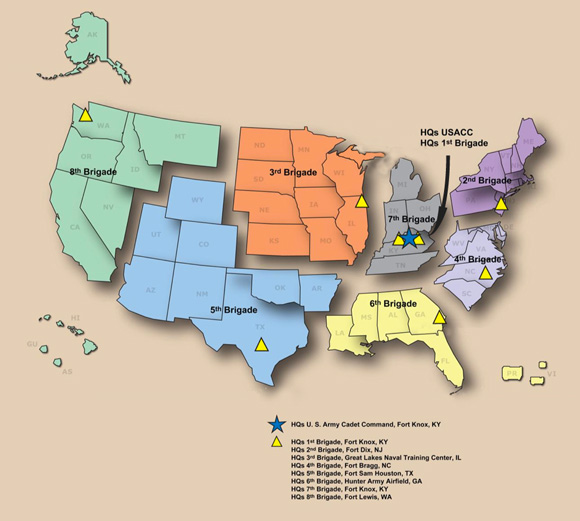
陆军预备军官训练团各旅分布图